# Arturo Macapagal
Arturo Macapagal (14 september 1942 – Makati, 11 augustus 2015) was een Filipijns topman en olympiër. Macapagal was een zoon van de Filipijnse president Diosdado Macapagal en een halfbroer van de Filipijnse president Gloria Macapagal-Arroyo.

## Biografie
Arturo Macapagal werd geboren op 14 september 1942. Hij was het tweede kind van de latere Filipijnse president Diosdado Macapagal en diens eerste vrouw Purita dela Rosa en 
werd vernoemd naar generaal Douglas MacArthur. Een jaar na zijn geboorte overleed zijn moeder. Enkele jaren daarna hertrouwde zijn vader met Eva Macaraeg. Met haar kreeg zijn vader nog eens twee kinderen. Macapagal voltooide in 1968 cum laude een bachelor-opleiding business management aan San Beda College. In zijn laatste jaar was hij president van de studentenraad. In 1971 behaalde Macapagal tevens het master-diploma aan het Asian Institute of Management (AIM).
Na zijn studietijd was Macapagal werkzaam als manager in het Filipijns bedrijfsleven. Hij groeide uit tot topman van diverse Filipijnse en internationale bedrijven. Zo was hij president en CEO van Toyota Pasong Tamo, voorzitter van de raad van bestuur van Majal Properties Inc. and Melandrex Holdings Inc.
Naast zijn werk in het bedrijfslaven beoefende Macapagal meer dan twintig op hoog niveau de schietsport. Hij vertegenwoordigde de Filipijnen tijdens de Olympische Zomerspelen 1972 en Olympische Zomerspelen 1976 en brak in 1972 het nationaal record op het onderdeel vrij pistool, dat 21 jaar zou blijven staan. In 1980 werd Macagapal door het Filipijns Olympisch Comité uitgeroepen tot Most Outstanding Shooter van het decennium.
Macapagal werd op 2 juli 2015 opgenomen op de intensivecareafdeling van het Makati Medical Center. Een maand later overleed hij op 72-jarige leeftijd aan de gevolgen van prostaatkanker. Hij was getrouwd met Maria Therese Jalandoni. Met haar kreeg hij drie kinderen. Macapagal had een zus, een halfzus en een halfbroer. Zijn oudere zus Cielo Macapagal-Salgado was vicegouverneur van Pampanga van 1989 tot 1992 en van 1995 tot 1998. Zijn jongere halfzus Gloria Macapagal-Arroyo werd net als hun vader tot Filipijns president werd gekozen.